# Тыжма
Тыжма — река в России, протекает по Кизнерскому району Удмуртской Республики. Левый приток Люги, бассейн Камы.

## География
Тыжма начинается в лесах восточнее районного центра Кизнер. Течёт на юго-запад. По левому берегу деревни Верхняя Тыжма, Городилово и Средняя Тыжма. Справа впадает приток Большой Саркуз. Тыжма течёт по восточной части Кизнера и впадает в Люгу ниже Кизнера, в 21 км от устья Люги. Длина реки составляет 25 км, площадь водосборного бассейна — 165 км².

## Данные водного реестра
По данным государственного водного реестра России относится к Камскому бассейновому округу, водохозяйственный участок реки — Вятка от города Вятские Поляны и до устья, речной подбассейн реки — Вятка. Речной бассейн реки — Кама.
Код объекта в государственном водном реестре — 10010300612111100040479.